# Wenceslaus Leszczynski

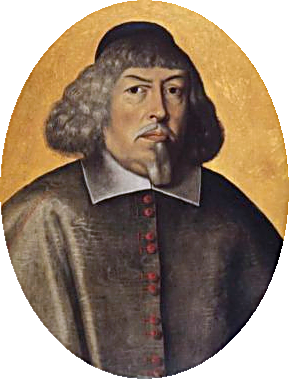
Erzbischof und Primas Wenceslaus Leszczynski

Wenceslaus Leszczynski (auch Wacław Leszczyński; * 15. August 1605 in Baranów; † 1. April 1666 in Łyszkowice) war Erzbischof von Gnesen und Primas von Polen-Litauen.

## Leben
Leszczynski stammte aus einer adligen Familie aus dem Süden von Großpolen, er war der Sohn des Woiwoden Andrzej Leszczynski und der Zofia Opaliński. Auf ausdrücklichen Wunsch seines Vaters, eines Calvinisten, wurde er in dieser Konfession getauft. Doch nach dem Tod von Andrzej Leszczynski erzog die Mutter, eine gläubige Katholikin, ihn und seine Geschwister zum Katholizismus. Sein Bruder war Jan Leszczyński, Kanzler der polnischen Krone, ein Halbbruder war Rafał Leszczyński, Anführer der Reformierten in Polen.
Nach dem Abschluss des Jesuitenkollegs in Poznań studierte er Theologie an den Universitäten von Perugia, Padua und Paris. Ab 1630 war er Sekretär des Königs Sigismund III. Wasa.
Ab 1633 war er Kanoniker in Krakau sowie Propst in Płock und Łęczyca. Im Jahr 1637 empfing er die Priesterweihe, von 1643 an war Leszczynski Sekretär der Krone.
Am 6. April 1644 wurde er vom Domkapitel zum Bischof von Ermland gewählt. Papst Innozenz X. bestätigte ihn am 16. Dezember 1644, die Bischofsweihe spendete ihm am 23. April 1645 Erzbischof Giovanni de Torres in der Kathedrale St. Johannes der Täufer in Warschau. Er war zudem Apostolischer Administrator des Bistums Samland.
Am 27. Januar 1659 wurde er zum Erzbischof von Gnesen bestellt. Er starb am 1. April 1666 in Łyszkowice.